# Monorierdő, Pesta
Monorierdő  este un sat în districtul Monor, județul Pesta, Ungaria, având o populație de 4.115 locuitori (2011). 

## Demografie
Componența etnică a satului Monorierdő
     Maghiari (93,69%)
     Romi (3,96%)
     Necunoscut (0,63%)
     Alții (1,72%)
Componența confesională a satului Monorierdő
     Romano-catolici (24,98%)
     Fără religie (19,05%)
     Reformați (12,88%)
     Luterani (3,74%)
     Atei (1,63%)
     Necunoscută (37,08%)
     Greco-catolici (0,63%)
     Alte religii (1,43%)
Conform recensământului din 2011, satul Monorierdő avea 4.115 locuitori. Din punct de vedere etnic, majoritatea locuitorilor (93,69%) erau maghiari, cu o minoritate de romi (3,96%). Apartenența etnică nu este cunoscută în cazul a 0,63% din locuitori. Nu există o religie majoritară, locuitorii fiind romano-catolici (24,98%), persoane fără religie (19,05%), reformați (12,88%), luterani (3,74%) și atei (1,63%). Pentru 37,08% din locuitori nu este cunoscută apartenența confesională.